# Louis d'Andigné
Louis d'Andigné (Quelaines-Saint-Gault, 12 gennaio 1765 – Fontainebleau, 1º febbraio 1857) è stato un generale e nobile francese.

## Biografia
Discendente della nobile famiglia degli Andigné, originari dell'Angiò, era il figlio secondogenito di Guy-René-Charles-François d'Andigné, conte di Saint-Gemmes e barone de Segré, nipote di Christophe-Paul de Robien nonché cugino del deputato Auguste d'Andigné de Mayneuf. Suo fratello maggiore, Paul-Marie-Céleste d'Andigné, nacque il 5 maggio 1763, mentre suo fratello minore, Charles-François d'Andigné, il 27 febbraio 1769.
Entrò nella Marine Royale col grado di guardiamarina nel 1782, divenendo poi tenente delle forze armate nel 1786. Raggiunse gli Stati Uniti per prendere parte alla Guerra d'indipendenza delle colonie, sotto il comando dell'ammiraglio de Guichen, e prese parte alle battaglie di la Barbade e di Ouessant.
Tornato in Francia, con lo scoppio della Rivoluzione francese emigrò nel 1791 e combatté nel 1792 e 1793 nell'esercito dei principi, e poi nell'esercito di Condé nel 1794.
Sbarcò in Bretagna nel 1795 e si unì agli chouan nel nord-ovest del Maine-et-Loire, divenendo quindi aiutante generale dell'esercito cattolico e reale del Maine, dell'Angiò e dell'Alta Bretagna e prestando servizio agli ordini del generale Scépeaux. Prese parte alla battaglia di Andigné l'8 marzo 1796, e poi alla battaglia de la Croix Couverte il 25 marzo. Fu tra i firmatari della pace del 14 maggio 1796.
Riprese la guerra nel 1799, ottenendo il ruolo di secondo in comando dell'esercito cattolico e reale del Basso Angiò e dell'Alta Bretagna, sotto il generale Godet de Châtillon,e prese parte alla battaglia di Noyant-la-Gravoyère. Agli gli ordini di Godet de Châtillon, prese parte al raid su Nantes, e venne quindi inviato a Parigi per negoziare col primo console Bonaparte.
Arrestato nel 1801 in seguito all'attentato di rue Saint-Nicaise come sospetto mandante, risultò ad ogni modo non coinvolto nel caso. Fu rinchiuso comunque nella Tour du Temple col generale vandeano Suzannet. I due riuscirono a fuggire, ma vennero nuovamente catturati ed inviati a Fort de Joux da dove riuscirono nuovamente a fuggire il 16 agosto 1802. Arrestato ancora nel 1804, Louis d'Andigné riuscì a fuggire nel 1809 e trovò rifugio in Germania, a Francoforte, dove attese la fine dell'impero.
Tornò in Francia con la Restaurazione. Sotto Luigi XVIII fu nominato commissario reale per l'arrondissement di Segré. Durante i Cento Giorni, si unì nuovamente agli chuan ed ottenne il comando dei volontari di Mayenne, con cui prese parte alla battaglia di Cossé del 27 maggio 1815.
Fu maresciallo di campo e poi generale di divisione, barone e pari di Francia nel 1815.
Ribellatosi all'occupazione della Francia da parte dei prussiani, propose di riunire nuovamente i vandeani per lottare contro gli invasori e restituire alla Francia la sua dignità di stato sovrano, ma la proposta non venne accolta. Fu in seguito presidente del collegio elettorale del Maine-et-Loire, ricevendo anche il titolo di conte. Fu promosso al grado di tenente generale effettivo nel 1823.
Rifiutando di prestare giuramento a Luigi Filippo, fu chiamato ad unirsi ai vandeani dell'Angiò dalla duchessa di Berry, che stava preparando una nuova rivolta nel 1832. Anche questo progetto venne  interrotto in breve, e Louis d'Andigné fu arrestato e poi imprigionato nel castello d'Angers, per essere rilasciato due mesi e mezzo dopo. Venne privato del suo titolo nobiliare nel 1847, ed il titolo fu concesso al suo secondogenito. Morì a Fontainebleau il 1º febbraio 1857, alle 2 del mattino, all'età di 92 anni.

## Stemma
| Immagine | Blasonatura |
| \| \|    | Louis d'Andigné Conte e barone pari di Francia D'argento a tre aquile di rosso, unghiate, beccate e membrate d'azzurro, poste 2 e 1. Ornamenti esteriori da conte e barone pari di Francia, ufficiale dell'Ordine della Legion d'onore. |
|          | |